# 札幌市立平岡中学校
札幌市立平岡中学校（さっぽろしりつひらおかちゅうがっこう）は、北海道札幌市清田区平岡2条5丁目4番10号にある公立中学校である。

## 沿革[1]
- 1984年 - 「札幌市立平岡中学校」設置認可
- 1985年 - 第2期校舎増築工事着工
- 1988年 - スクールバンド部が全日本吹奏楽コンクール北海道代表として出場
- 1989年 - 札幌市立真栄中学校への分離式
- 1990年 - スクールバンド部が全日本吹奏楽コンクールにて金賞授賞
- 1991年 - 札幌市立平岡中央中学校への分離式
- 1992年 - 女子バスケット部が全国大会出場
- 1993年 - スクールバンド部が全日本吹奏楽コンクールにて金賞受賞
- 1996年 - 格技場新築工事着工
- 1998年 - 札幌市立平岡緑中学校への分離式
- 2004年 - 開校20周年記念式典
- 2010年 - 全国中学校体育大会出場
- 2014年 - 開校30周年記念式典